# Зубаиров, Арслан Вайланматович
Арслан Вайланматович Зубаиров (24 августа 1997, Махачкала, Дагестан, Россия) — российский борец греко-римского стиля, призёр чемпионатов России

## Спортивная карьера
Уроженец Махачкалы, на соревнованиях представляет Калининградскую область и Москву. В июне 2013 года в весовой категории до 50 кг выиграл первенство Европы среди кадетов, в мае 2014 году повторил свой успех уже в категории до 58 кг. В июле 2014 года победил на первенстве мира среди кадетов в Словакии. В августе 2014 года стал победителем на юношеских Олимпийских играх. В 2020 году стал бронзовым призёром чемпионата России в весовой категории до 72 кг. В 2022 году становился победителем Спартакиады сильнейших спортсменов в весовой категории до 72 кг. В 2023 году стал бронзовым призёром чемпионата России в весовой категории до 72 кг.

## Личная жизнь
По национальности — кумык, родом из посёлка Кяхулай.

## Спортивные результаты на крупных турнирах
- Чемпионат Европы среди кадетов 2013 — ;
- Чемпионат Европы среди кадетов 2014 — ;
- Чемпионат мира среди кадетов 2014 — ;
- Юношеская Олимпиада 2014 — ;
- Чемпионат России по греко-римской борьбе 2020 — ;
- Чемпионат России по греко-римской борьбе 2023 — ;